# Alwarkurichi
Alwarkurichi (o Alwarkurichchi, Alvurkurchi) è una suddivisione dell'India, classificata come town panchayat, di 9.447 abitanti, situata nel distretto di Tirunelveli, nello stato federato del Tamil Nadu. In base al numero di abitanti la città rientra nella classe V (da 5.000 a 9.999 persone).

## Geografia fisica
La città è situata a 8° 46' 0 N e 77° 25' 0 E e ha un'altitudine di 75 m s.l.m..

## Società

### Evoluzione demografica
Al censimento del 2001 la popolazione di Alwarkurichi assommava a 9.447 persone, delle quali 4.712 maschi e 4.735 femmine. I bambini di età inferiore o uguale ai sei anni assommavano a 1.005, dei quali 509 maschi e 496 femmine. Infine, coloro che erano in grado di saper almeno leggere e scrivere erano 6.743, dei quali 3.757 maschi e 2.986 femmine.